# بهرام باوندی
بهرام باوندی یا بهرام بن شهریار یک شاهزاده باوندی و پسر شهریار چهارم بود. او دارای سه برادر به نام‌های قارن، یزدگرد و علی بود.